# Gambarogno
Gambarogno es una comuna suiza del cantón del Tesino, situada en el distrito de Locarno, círculo de Gambarogno.
La comuna fue creada el 25 de abril de 2010 de la fusión de las comunas de Caviano, Contone, Gerra (Gambarogno), Indemini, Magadino, Piazzogna, San Nazzaro, Sant'Abbondio y Vira (Gambarogno).

## Fusión
La fusión fue aceptada el 25 de noviembre de 2007 por los votantes de ocho comunas (66% a 84% de votos a favor). Solo la comuna de San Nazzaro tuvo un voto negativo con 60% contra la fusión. Pese a la negativa del pueblo de San Nazzaro, el parlamento cantonal adoptó la fusión de las nueve comunas el 23 de junio de 2008, tal como está previsto por la ley. Un recurso fue hecho en el Tribunal Federal, el cual rechazó el recurso, allanando el camino de la fusión de las nueve comunas.

## Geografía
La comuna se encuentra situada a orillas del lago Mayor. Limita al norte con las comunas de Locarno, Minusio y Tenero-Contra, al este con Cadenazzo y Monteceneri, al sur con Alto Malcantone y Curiglia con Monteviasco (IT-VA), al suroeste con Veddasca (IT-VA), y al oeste con Ascona.